# Verulà Sever
Verulà Sever (en llatí Verulanus Severus) va ser un militar romà del segle i.
Va ser llegat de Corbuló quan aquest va servir a Orient i Armènia l'any 60, segons Tàcit. Probablement va deixar un fill anomenat Luci Verulà Sever, (Lucius Verulanus Severus), que va ser cònsol sufecte sota Trajà l'any 108.